# Kirche Weitenhagen

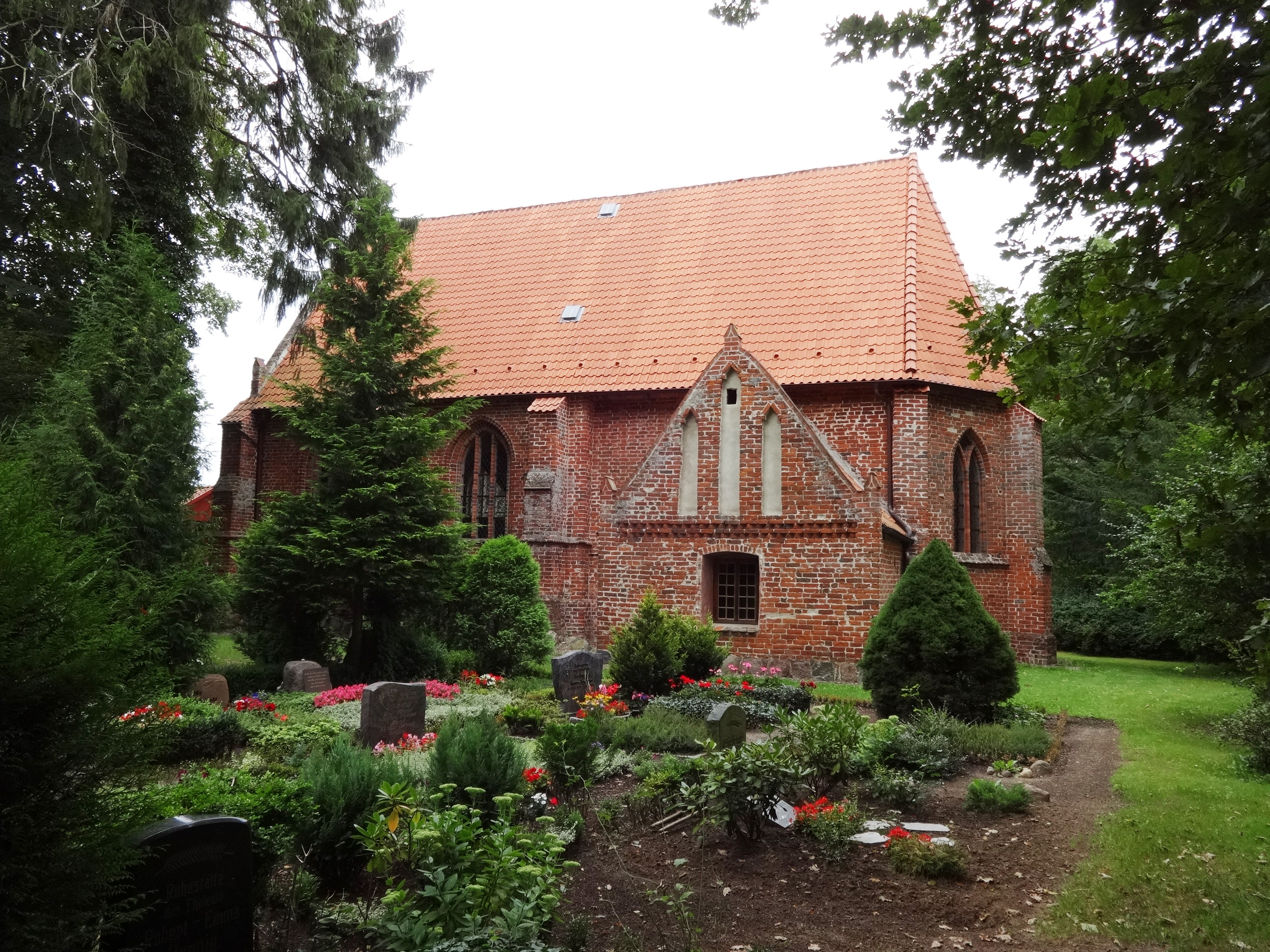
Dorfkirche in Weitenhagen

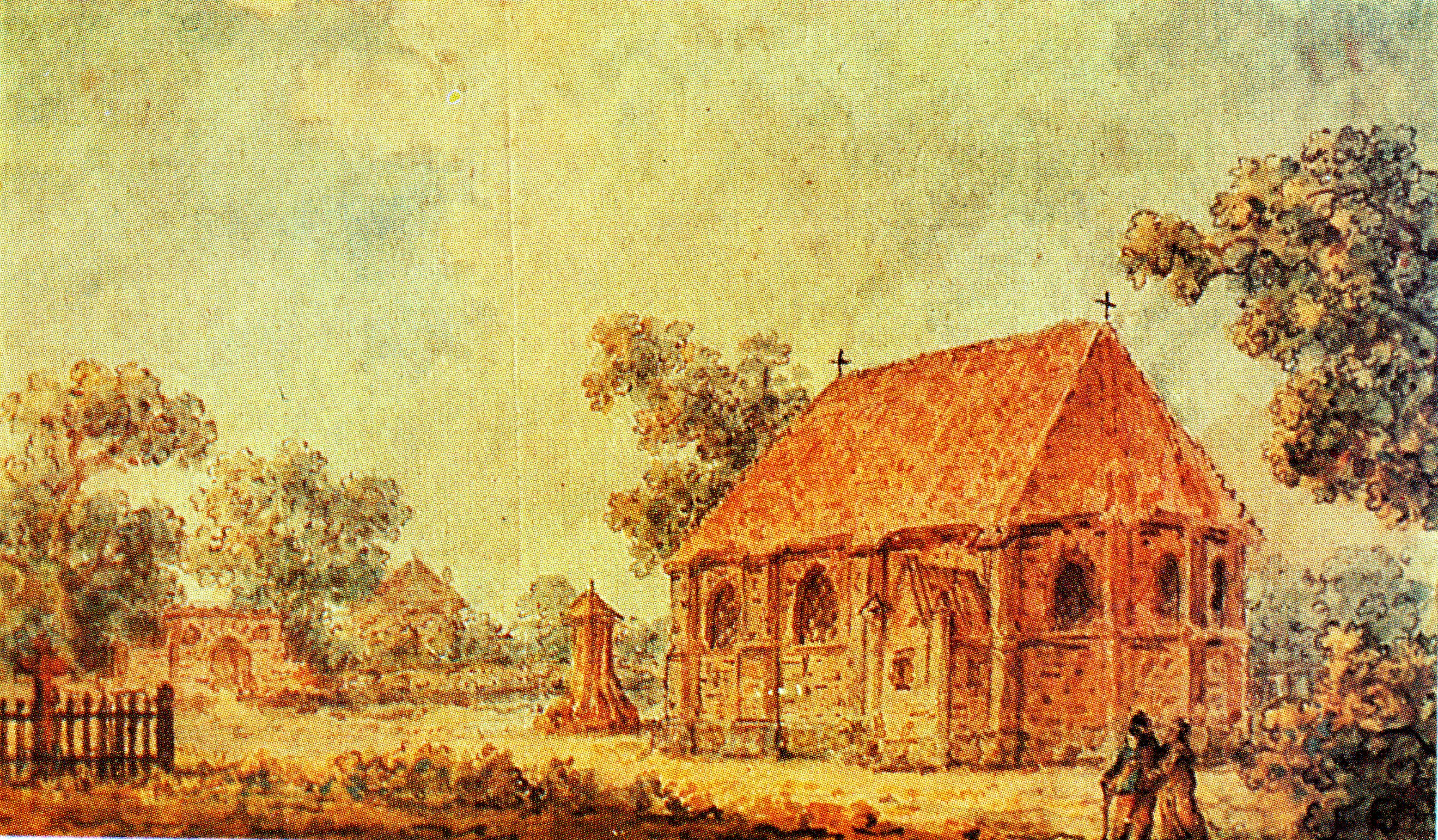
Ansicht der Kirche in der 1. Hälfte des 19. Jahrhunderts. Aquarell von Johann Martin Giehr

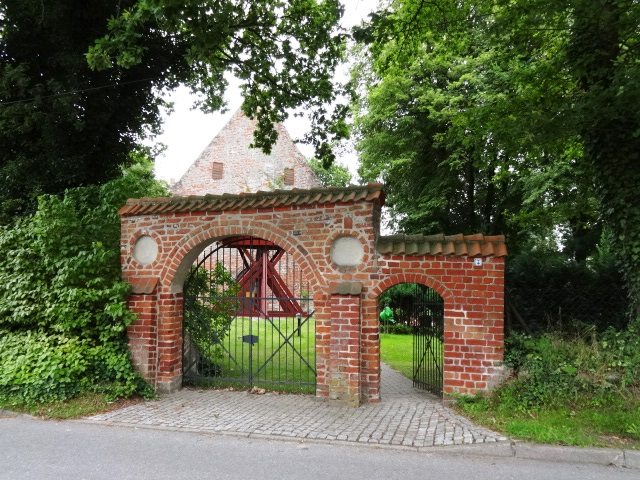
Eingangsportal

Die Kirche Weitenhagen ist ein aus dem 13. Jahrhundert stammendes Kirchengebäude in der Gemeinde Weitenhagen.

## Geschichte
Eine Kirche in der Gemeinde wurde bereits 1280 erwähnt. Der romanische Ziegelbau mit gotischen Elementen stammt aus dem 14. Jahrhundert. Ein hölzerner Kirchturm wurde im Dreißigjährigen Krieg zerstört und nicht wieder aufgebaut. Gustav E. B. Müller aus Greifswald führte in den Jahren 1861/1862 Restaurierungsarbeiten durch. 1939 legte man die Malereien an den Gewölben aus dem Mittelalter wieder frei. Die Türen des Gestühls versetzt man an die Orgelempore. Gleichzeitig gab die Kirchengemeinde den Auftrag, einen Kronleuchter herzustellen, der sich an schwedischen Vorbildern orientierte.
Die Kirche ist seit 1968 Teil eines Gesamtensembles rund um das Haus der Stille, das im Jahr 2014 vom Pfarrer der Gemeinde, Wolfgang Breithaupt, seit 2016 Michael Wacker, geführt wird. Im Andenken an Friedrich-Wilhelm Krummacher bietet das Haus Einkehrtage, Meditation und Seelsorge an. Die Kirche wurde hierzu umgebaut:  Der Altarblock kam in die Mitte des Gebäudes, um das Abendmahl Jesu in einer großen Runde feiern zu können. Der Entwurf und die Ausführung des Altars, des Taufsteins sowie des Ambo übernahm Diana Obinja aus Berlin.
In den Jahren 2009 bis 2011 wurde die Kirche erneut umfangreich restauriert und renoviert. Unter der Leitung von Henry Held aus Stralsund restaurierte man das Gewölbe und legte erneut die Farbgestaltung aus dem Mittelalter wieder frei. Das Schweißtuch der Veronika wurde freigelegt und neu gefasst. Ebenso gestaltete man den Fußboden sowie das Gestühl neu.

## Architektur
Die Südsakristei wurde vor, der Backsteinsaal mit Polygonchor um 1400 errichtet. Der Saal besitzt ein Kreuzrippengewölbe mit einer Gewölbemalerei, welches aus der Bauzeit stammt. Die Kirche besitzt zwei- und dreibahnige, mit Ziegelsteinen profilierte Spitzbogenfenster und am Sakristeigiebel einen doppelten Zahnfries mit Blenden. Der Triumphbogen ist in seiner Laibung mit Rankenmalereien verziert. An der Südseite der Kirche ist eine Sonnenuhr eingeritzt. Weiterhin ist unterhalb eines Fensters eine zugemauerte Öffnung erkennbar.

## Ausstattung
Der Korpus des Kruzifix wurde um 1500 gefertigt, er weist Reste der ursprünglichen Bemalung sowie eine Dornenkrone aus echten Zweigen auf und ist von Tilman Riemenschneider inspiriert. An der Brüstung der Orgelempore sind Reste des mit Rokoko-Ornamenten bemalten ehemaligen Gestühls zu sehen, die Grisaillemalerei stammt aus dem 18. Jahrhundert. Zwei Grabplatten aus Kalkstein erinnern an Regina Hedewig Catharina Hintze († 1785) und Christina Maria Schmidt († 1828). Die Orgel ist ein frühes Werk von Orgelbau Mehmel (Stralsund) und wurde im Jahr 2006 von Schuke Orgelbau (Werder) auf den Originalzustand rekonstruiert.

## Kirchhof
Das Backsteinportal aus dem 15. Jahrhundert zeigt eine korbbogige Durchfahrt und Kreisblenden. Auf dem Kirchhof befinden sich drei Brigittenkreuze, die an Birgitta von Schweden erinnern sollen. Auf Grund des fehlenden Turms befindet sich das Geläut außerhalb der Kirche. Es besteht aus drei Glocken: Die älteste wurde im Jahr 1803 von J. G. Metzger aus Stralsund gefertigt, die beiden jüngeren stammen aus dem Jahr 1997. Es ist im aus der Mitte des 19. Jahrhunderts stammenden und 1988 erneuerten hölzernen Glockenstuhl auf dem Kirchhof aufgehängt.